# Divizija »Garibaldi Fontanot«
Divizija »Garibaldi Fontanot« je bila partizanska divizija, ki je delovala v sklopu NOV in POJ v Jugoslaviji med drugo svetovno vojno.
Ustanovljena je bila 30. aprila 1945.